# تپه خیزکی شین
تپه خیزکی شین مربوط به سده‌های ۶–۸ ه.ق است و در شهرستان بوکان، بخش سیمینه، دهستان آختاچی شرقی، روستای عباس‌آباد واقع شده و این اثر در تاریخ ۷ اسفند ۱۳۸۵ با شمارهٔ ثبت ۱۷۷۶۸ به‌عنوان یکی از آثار ملی ایران به ثبت رسیده است.